# El Pera
Juan Carlos Delgado Caballero (Getafe, Madrid, España; 30 de abril de 1969), más conocido como El Pera, es un exdelincuente juvenil español rehabilitado.

## Biografía
Nació en el seno de una familia obrera en el municipio de Getafe. Con solo 7 años comenzó a realizar pequeños robos en supermercados, para después empezar a robar coches y en pisos. A los 11 años era el líder de una banda de adolescentes que atracaban joyerías y bancos. 
Algunos de sus "trabajos" los realizaban bajo la dirección de un comisario de la policía, quien les proporcionaba información acerca de la seguridad del "objetivo", a cambio de una parte del botín. Un día les tendió una trampa en un robo en Seseña, donde les esperaba la Guardia Civil. Aunque lograron escapar, gracias a la pericia de Juan Carlos, uno de sus compañeros recibió un tiro en un hombro. En otra ocasión, el mismo comisario, después de detenerlos, ordenó que se les rapara el pelo. En venganza, Juan Carlos robó el coche del comisario y, horas después, le llamó para decirle: "No busques tu coche. Está en el Cerro de los Ángeles. Lo he quemado."
Fue detenido por la policía más de 150 veces y se escapó de varios reformatorios. Posteriormente ingresó en la Ciudad Escuela de los Muchachos (CEMU), donde conoció a Alberto Muñiz, quien consiguió que se rehabilitara durante los 80.
Gracias a su experiencia al volante en las huidas de la policía en coches robados pasó a las competiciones oficiales en circuitos, donde llegó a ganar la Copa Nacional Renault Iniciación en 1991.
Durante una competición en el circuito de Barcelona conoció al director general de la Guardia Civil, Santiago López Valdivielso, a quien le dijo: "Yo sé quién es usted, pero usted no sabe quién soy yo". Valdivielso obtuvo información de él y, horas más tarde, le dijo: "Ya sé quién es usted. De pequeño ha sido un niño malo". A raíz de ese encuentro se convirtió en su asesor personal y comenzó a dar clases de conducción evasiva a miembros de la Guardia Civil. Además, también trabaja como probador de coches, especialista de cine y crítico automovilístico.
En 2006 se estrenó la película Volando voy (de Miguel Albaladejo), inspirada en sus años de delincuente.
A fecha de 2024 es educador en la CEMU, donde, además, forma parte de la junta directiva.